# Mert Müldür
Mert Müldür (* 3. April 1999 in Wien) ist ein türkisch-österreichischer Fußballspieler. Aktuell spielt er in der türkischen Süperlig bei Fenerbahçe Istanbul.

## Karriere

### Verein
Müldür wurde als Sohn türkischer Migranten in Wien geboren. Sein Vater stammt aus der ostanatolischen Stadt Bingöl und seine Mutter aus dem zentralanatolischen Yozgat. Er begann seine Karriere beim SK Rapid Wien. Bei Rapid spielte er später auch in sämtlichen Altersstufen in der Akademie.
Im August 2017 debütierte er für die Amateure von Rapid in der Regionalliga, als er am ersten Spieltag der Saison 2017/18 gegen die Amateure des SKN St. Pölten in der Startelf stand.
Im November 2017 stand er gegen den SCR Altach auch erstmals im Kader der Profis. Nach über 20 Spielen für die Amateure debütierte er im Mai 2018 in der Bundesliga, als er am 34. Spieltag der Saison 2017/18 gegen den FC Red Bull Salzburg in der Startelf stand und in der 34. Minute verletzungsbedingt durch Mario Sonnleitner ersetzt wurde.
Im August 2019 wechselte er nach Italien zur US Sassuolo Calcio.
Im Sommer 2023 wechselte er zu Fenerbahçe Istanbul und unterschrieb dort einen Vertrag bis 2027.

### Nationalmannschaft
Müldür debütierte im Februar 2016 für die türkische U-17-Nationalmannschaft. Im September 2017 spielte er gegen Italien erstmals für die U-19-Auswahl.
Im August 2018 wurde er erstmals in den Kader der A-Nationalmannschaft berufen. Am 11. Oktober 2018 gab Müldür sein Debüt für die Türkei.
Im März 2019 spielte er gegen Albanien auch erstmals im U-21-Team.
Im Jahr 2021 wurde er in den türkischen Kader für die Fußball-Europameisterschaft 2021 berufen.